# Baralau
Baralau is een bestuurslaag in het regentschap Bima van de provincie West-Nusa Tenggara, Indonesië. Baralau telt 2123 inwoners (volkstelling 2010).